# Эскадренные миноносцы типа «Новик»
Эскадренные миноносцы типа «Новик» — первые русские эсминцы с паротурбинными двигателями, постройки 1912—1917 годов. Состояли на вооружении Российского Императорского флота, Морских сил СССР и Военно-Морского Флота СССР, а также Военно-морских сил Перу вплоть до середины 1950-х годов.
Эскадренные миноносцы типа строились тремя сериями, в свою очередь делившихся на типы (подтипы) «Дерзкий», «Счастливый», «Орфей» (1-я серия), «Лейтенант Ильин», «Гавриил», «Изяслав», «Гогланд» (2-я серия) и «Ушаковские» (3-я серия). Всего было построено 30 эсминцев, включая и предсерийный «Новик». Ещё 28 кораблей к 1917 году находились на судостроительных заводах в разной степени готовности. Из них в 1920-е гг. удалось достроить шесть эсминцев.

## Предыстория
Для возмещения потерь, понесённых русским флотом в ходе русско-японской войны, Морское ведомство в середине 1904 года запросило из средств, собранных «Особым комитетом по усилению военного флота на добровольные пожертвования», кредиты на строительство в экстренном порядке кораблей различных классов, в числе которых были и 18 минных крейсеров (с 1907 года — эсминцев). После завершения расчётов с судостроительными заводами, оказалось, что в распоряжении «Особого комитета» находится ещё 2 млн рублей, которые было решено потратить на строительство корабля, в котором был бы учтён опыт русско-японской войны. Этим кораблём, заложенным и построенным на Путиловской верфи в 1910—1912 годах, стал эсминец «Новик».
Роль, которую сыграл «Новик», трудно переоценить. Он был этапным кораблём, ставшим в своём классе своеобразным эталоном на последующее десятилетие. Впервые в Российском флоте на эскадренном миноносце появились мощные паровые турбины и чисто нефтяные котлы, был преодолён 36-узловой рубеж скорости. Впервые его корпус был собран по продольной системе набора. На нём впервые установили необычайно мощное на то время вооружение.

## История проектирования и строительства

### Подготовка серийного строительства
Параллельно разработке эскизных проектов эскадренного миноносца «Новик», Морской генеральный штаб (МГШ) и Главное управление кораблестроения (ГУК) разрабатывали технические условия на создание эскадренных миноносцев, предназначенных для замены устаревших типов миноносцев и минных крейсеров русского флота. Одновременно с разработкой технических условий разрабатывались тактические и стратегические принципы ведения ими боевых действий в составе тактических единиц (дивизионов эскадренных миноносцев), объединяемых в более крупные соединения (эскадры), в состав которых помимо эсминцев должны были входить бригады линейных кораблей-дредноутов, бригады линейных и лёгких крейсеров.
В апреле 1907 года Морским Генеральным штабом была разработана и представлена на утверждение Совета министров, Государственного совета и Государственной Думы новая программа военного кораблестроения — «Программа развития и реформ вооружённых сил России», известная как «Малая судостроительная программа», предусматривающая помимо прочего строительство 14 эскадренных миноносцев для нужд Черноморского флота. Программа была утверждена Советом министров и Государственным советом, но не принята Государственной Думой в первоначальном своём варианте, в связи с чем от строительства эсминцев для Черноморского флота временно пришлось отказаться.
Только после прихода в начале 1911 года на пост морского министра И. К. Григоровича ход разработки программ строительства эскадренных миноносцев был резко ускорен. В мае 1911 года был утверждён закон «Об ассигновании средств на усиление Черноморского флота», в соответствии с которым выделялись средства на проектирование и строительство 9 эскадренных миноносцев типа «Новик». В следующем году (6 июня) была принята «Программа усиленного судостроения Балтийского флота», предусматривающая строительство с 1912 по 1916 год для Балтийского флота 31 эскадренного миноносца типа «Новик». А в июне 1914 года была принята «Программа спешного усиления Черноморского флота», по которой должны были быть построены ещё 8 эсминцев типа «Новик», в дополнение к уже заказанным 9 кораблям.
Морской Генеральный штаб (МГШ) сумел проявить ретроградство, не решившись на миноносцах типа «Новик» предусмотреть сразу аппараты для 533-мм торпед, вооружив эти эсминцы морально устаревшим оружием.
Так же стоит отметить, что у всех эсминцев типа «Новик» нумерация шпангоутов начинается с кормы корабля, что свидетельствует о причастности немецкой школы кораблестроения.

## Оценка проекта
К началу Первой мировой войны «Новики» считались лучшими кораблями своего класса. Новейшие длинноствольные 102-мм орудия Обуховского завода с хорошей баллистикой, новые двух- и трёхтрубные торпедные аппараты с растворением труб, приборы управления залповой торпедной и артиллерийской стрельбой выгодно отличали их как от эсминцев-предшественников, так и от современных им представителей класса «эскадренный миноносец». Способность нести до 80 мин заграждения делала эсминцы этого типа универсальными кораблями. «Новики» были способны как вступать в артиллерийские дуэли, так и проводить торпедные атаки и выставлять минные заграждения как вблизи своих баз, так и на коммуникациях противника.
Помимо несомненных достоинств, эскадренные миноносцы типа «Новик» обладали и недостатками. Строительство разных кораблей типа велось разными заводами, многие из которых не имели опыта постройки кораблей класса «эскадренный миноносец», в результате чего многие «новики» «недобирали» проектную скорость, а их механизмы страдали самыми разными «детскими болезнями». Вступление Российской империи в Первую мировую войну внесло свои коррективы в строительство «новиков» — корабли строились в спешке, без проведения полных испытаний, и неисправности корабельных механизмов приходилось обнаруживать уже в боевой обстановке. Наиболее серьёзно страдали от различных поломок корабли первых двух Черноморских серий,
основным недостатком «Новика» и последующих двух серий эсминцев для Черноморского флота были торпедные аппараты. Двухтрубные торпедные аппараты Путиловского завода имели следующие недостатки: жёстко скреплённые трубы, невозможность слежения за целью (отсутствие муфты Дженни в зубчатой передаче), медленное механическое вращение аппарата, конструкционный дефект затвора зарядника.
Однако, если к началу Первой мировой войны «новики» считались наиболее современными кораблями своего класса, то к её концу, с появлением эскадренных миноносцев с линейно-возвышенным расположением артиллерии калибра 120—149 мм и принятием на вооружение 533-мм торпед, они сильно устарели. Лишь благодаря проведённым в 1920-х — 1930-х годах модернизациям остающиеся в строю советского ВМФ корабли были немного приближены к современному уровню.

## Германские «Новики»
Германские «Новики» отличались от русского предсерийного прототипа компоновкой агрегатов котлотурбинных установок, дымовытяжными устройствами, количеством дымовых труб и вооружением. Германские «Новики» постройки двух различных заводов различались рядом тактико-технических элементов. В 1915 году эти миноносцы — всего 8 единиц — были достроены на заводах «Блом и Фосс» и «Вулкан» уже в ходе войны и введены в состав германского флота под обозначениями B-97, B-98, B-109, B-110, B-111, B-112 и V-99, V-100. Эти эсминцы оказались лучшими и самыми мощными германскими кораблями в своём классе, и были отнесены к подклассу «церштёрер» (германский синоним английского термина «дестройер»). 17 августа 1915 года два новейших германских эсминца — V-99 и V-100 — были вынуждены вступить в бой на дальней дистанции со своим русским прототипом — «Новик», в ходе которого потерпели сокрушительное поражение, не нанеся противнику никаких потерь. Выпущенные по «Новику» 88-мм снаряды не долетали до цели. В итоге V-99 получил повреждения, несовместимые с продолжением службы. В 1916 году, после принятия на вооружение 105-мм орудий, германские «новики» были перевооружены первыми.
Часть германских «новиков» были затоплены в Скапа-Флоу. Остальные вскоре после окончания 1-й мировой войны были сданы на слом.